# Los Compadres (dúo cubano)
Los Compadres es el nombre de una representativa agrupación musical de son de la segunda mitad del siglo XX, originaria de Santiago de Cuba. El dúo formado por los hermanos Hierrezuelo marca de manera indeleble toda una era de la música cubana. Canciones como Sarandonga, Macusa, Preparen candela, Mi son oriental, Los barrios de Santiago y El que sabe sabe fueron populares en la voz de muchos otros artistas.

## Historia

### Formación y primeros años
El dúo «Los Compadres» surgió durante una presentación en 1949 cuando Lorenzo Hierrezuelo se vio en la obligación de sustituir a María Teresa Vera y para ello buscó a Francisco Repilado, con quien había trabajado ya en el «Cuarteto Hatuey» (dirigido por Evelio Machín) a finales de los años treinta en Cuba.
El dúo Los Compadres, en su formación original, estuvo compuesto por Lorenzo Hierrezuelo como primer vocal (adoptando el sobrenombre de "Compay Primo") y Francisco Repilado en la voz grave del dúo (apodándose así Compay Segundo), aunque para las presentaciones se reforzaban con bongó, contrabajo y güiro. En 1955 Compay Segundo sería sustituido por Reynaldo Hierrezuelo, conocido como Rey Caney y hermano de Lorenzo. A su vez Compay Segundo formó un conjunto al que bautiza como 'Compay Segundo y sus muchachos'.
La emisión radial cotidiana de Los Compadres permitió que se escucharan sus canciones en toda Cuba, e incluso en la vecina República Dominicana. Su estilo donde dominaban los refranes, el humor y las alusiones alegres los haría populares tanto en el campo como en la ciudad. Los Compadres también permitieron a Compay Segundo popularizar sus composiciones: la melodramática Huellas del pasado, la sentimental Macusa, inspirada en el amor de juventud, o la irónica Vicenta.
Los Compadres se caracterizaron por la fina mezcla de sus voces y su manera particular de interpretación del son al estilo de los guajiros de oriente. El dúo constituyó todo un fenómeno de popularidad, realizando numerosas presentaciones tanto en Cuba, como en República Dominicana, Puerto Rico, Panamá, Venezuela y Perú, entre otros países. Con la formación de los hermanos Hierrezuelo se presentaron en diversos países de Europa e incluso Japón.
La popularidad de Los Compadres en el continente americano los llevó a realizar numerosas presentaciones en los años 50, 60 y 70 en varios países de América. 

### Los Compadres en Perú
En 1972 hicieron su primera presentación en Perú en el “Primer Festival de la Canción del Agua Dulce” transmitido por el "Canal 4" de Lima. Ese mismo año hicieron su primer Long Play grabado y fabricado en Perú y para el sello MAG. El disco llamado “Los Compadres En Lima” (L.P.N 2430) contenía canciones anteriores del dúo pero con nuevos arreglos que les dieron un éxito masivo. Del disco destacan temas como “El Gato y la Gata”, “Yo boté a mi negra”, “Descripción de la rumba” y “Preparen Candela” ,  estos dos últimos temas con solos de bongó de Augusto Villanueva. En este disco se puede escuchar el virtuosismo de Reynaldo con la llamada “Flauta Humana” y de Lorenzo con “La Clave Humana” (con el sonido del clave en su garganta). El dúo se hizo acompañar de músicos peruanos en el contrabajo, güiro y bongó además de hacer la totalidad de grabaciones en una sola toma y con el uso de guitarras peruanas marca “Falcón”.
Así también, el disco “Los Compadres” de 1969 (de los estudios Areito de La Habana), editado en Perú por M.A.G. en 1972, marcó un récord de ventas en el mercado peruano siendo premiado en enero de 1973 en Lima con el “Micrófono de Oro”, premio otorgado al ing. Manuel Antonio Guerrero (propietario de M.A.G.) y a la gran cantante sonera Caridad Hierrezuelo, hermana de “Los Compadres”, en representación de estos. Este disco LP obtuvo también el premio “Disco de Oro MAG 1972”, destacando el tema “Hay Compadres para rato”.[cita requerida]
En 1973 grabaron su 4.º disco (2.º grabado en Lima) que se llamó “Así Son Los Compadres” (L.P.N 2470) donde destacan los temas: “El que sabe, sabe” (repitiendo la fórmula con “Flauta Humana” y “Clave Humana”), “A bailar contigo”, “Tuve, tuve”, “Amor silvestre” y “Los anticuchos” muy popular en Perú.
A lo largo de los años 70 Los Compadres grabaron cinco LPs en Perú, cuyas portadas tenían de fondo distintos lugares peruanos). Posteriormente, en 1981, retomaron sus grabaciones en Cuba con el LP “Y Llegaron Los Compadres” (Areito LD 3973) grabado en los estudios “EGREM” de La Habana, disco que en su edición peruana fue lanzado por Sono Radio.

### Últimas grabaciones
En 1983 grabaron su último LP “Los Compadres en Siboney” (LP Siboney 207) en los estudios de EGREM de Santiago de Cuba. En la contraportada del disco salen Los Compadres vestidos con guayaberas azules en el “Centro Vacacional Huampaní” de Lima, y con sus guitarras “Falcón” apoyadas en dos palmeras. Este LP constituyó el último trabajo del dúo, ya que se separaron oficialmente en 1984 debido al deterioro de salud y ceguera inminente de Lorenzo Hierrezuelo, quien fallecería en 1993.
Entre las numerosas canciones interpretadas por el dúo señalaremos:
- "No quiero llanto"
- "Venga guano, caballeros"
- "Así es mi Oriente"
- "Guarapo, pimienta y sal"
- "Yo canto en el llano"
- "Macusa"
- "Los barrios de Santiago"
- "Mi son oriental"
- "Rita la Caimana"
- "Preparen candela"
- "El vendedor de agua"
- "Sabor a Caney"
- "Sarandonga"
- "Bailar contigo"
- "El que sabe, sabe"
- "Hay Compadres para rato"
- "Como cambian los tiempos"
- "Tuve Tuve"
- "Como el Macao"
- "Mujeres conmigo van a acabar"
- "Baja y tapa la olla"
- "Los anticuchos"
- "Con llanto de cocodrilo"
- "Se volvieron locos"

## Discografía
Entre múltiples grabaciones y recopilaciones del dúo, mencionaremos:
- Huellas del pasado EGREM, 1996.
- Compay Segundo y Compay Primo EGREM, 2000.
- Llegaron Los Compadres EGREM, 2000

[1949] - Duo Los Compadres
[1955] - ASI ES EL SON